# Discografia dei Little Big
La discografia dei Little Big, duo musicale rave russo, è costituita da cinque album in studio, un album dal vivo, quattro EP e oltre quaranta singoli, pubblicati tra il 2013 e il 2024.

## Album

### Album in studio
| Anno | Titolo e dettagli                                                                                                   |
| ---- | --- |
| 2014 | With Russia from Love - Pubblicato: 15 marzo 2014 - Etichetta: LB Family - Formati: CD, download digitale           |
| 2015 | Funeral Rave - Pubblicato: 21 dicembre 2015 - Etichetta: LB Family - Formati: CD, download digitale, streaming      |
| 2018 | Antipositive, Pt. 1 - Pubblicato: 8 maggio 2018 - Etichetta: LB Family - Formati: Download digitale, streaming      |
| 2018 | Antipositive, Pt. 2 - Pubblicato: 5 ottobre 2018 - Etichetta: Warner Russia - Formati: Download digitale, streaming |
| 2024 | Lobster Popstar - Pubblicato: 26 aprile 2024 - Etichetta: LB Family - Formati: LP, download digitale, streaming     |

### Album dal vivo
| Anno | Titolo e dettagli                                                                                                |
| ---- | --- |
| 2019 | Live in St.Petersburg - Pubblicato: 14 marzo 2019 - Etichetta: LB Family - Formati: Download digitale, streaming |

### Raccolte
| Anno | Titolo e dettagli                                                                                            |
| ---- | --- |
| 2020 | Greatest Hits (Un'greatest S'hits) - Pubblicato: 13 novembre 2020 - Etichetta: Warner Russia - Formati: 2 LP |

## Extended play
| Anno | Titolo e dettagli |
| ---- | --- |
| 2017 | Rave On - Pubblicato: 21 marzo 2017 - Etichetta: LB Family - Formati: Download digitale, streaming                                      |
| 2019 | Go Bananas - Pubblicato: 14 novembre 2019 - Etichetta: Warner Russia - Formati: Download digitale, streaming                            |
| 2021 | Covers - Pubblicato: 3 giugno 2021 - Etichetta: Warner Russia - Formati: Download digitale, streaming                                   |
| 2021 | Welcome to the Internet (con Oliver Tree) - Pubblicato: 30 settembre 2021 - Etichetta: Atlantic - Formati: Download digitale, streaming |

## Singoli

### Come artisti principali
| Anno                                                                          | Titolo                                               | Classifiche | Classifiche | Classifiche | Classifiche | Classifiche | Classifiche | Certificazioni | Album di provenienza    |
| Anno                                                                          | Titolo                                               | RUS         | EST         | LVA         | LTU         | HUN         | UKR         | Certificazioni | Album di provenienza    |
| ----------------------------------------------------------------------------- | ---------------------------------------------------- | ----------- | ----------- | ----------- | ----------- | ----------- | ----------- | -------------- | ----------------------- |
| 2013                                                                          | Everyday I'm Drinking                                | —           | —           | —           | —           | —           | —           |                | With Russia from Love   |
| 2013                                                                          | We Will Push the Button                              | —           | —           | —           | —           | —           | —           |                | With Russia from Love   |
| 2013                                                                          | Life in da Trash                                     | —           | —           | —           | —           | —           | —           |                | With Russia from Love   |
| 2013                                                                          | Russian Hooligans                                    | —           | —           | —           | —           | —           | —           |                | With Russia from Love   |
| 2014                                                                          | With Russia from Love                                | —           | —           | —           | —           | —           | —           |                | With Russia from Love   |
| 2014                                                                          | Public Enemy                                         | —           | —           | —           | —           | —           | —           |                | With Russia from Love   |
| 2014                                                                          | Dead Unicorn                                         | —           | —           | —           | —           | —           | —           |                | /                       |
| 2015                                                                          | Kind Inside, Hard Outside (fighting Putin vs. Obama) | —           | —           | —           | —           | —           | —           |                | Funeral Rave            |
| 2015                                                                          | Give Me Your Money (feat. Tommy Cash)                | —           | —           | —           | —           | —           | —           |                | Funeral Rave            |
| 2016                                                                          | Big Dick                                             | —           | —           | —           | —           | —           | —           |                | Funeral Rave            |
| 2016                                                                          | Hateful Love                                         | —           | —           | —           | —           | —           | —           |                | Funeral Rave            |
| 2017                                                                          | Rave On (feat. DenDerty)                             | —           | —           | —           | —           | —           | —           |                | Rave On                 |
| 2017                                                                          | Lolly Bomb                                           | —           | —           | —           | —           | —           | —           |                | Antipositive, Pt. 1     |
| 2018                                                                          | Punks Not Dead                                       | —           | —           | —           | —           | —           | —           |                | Antipositive, Pt. 1     |
| 2018                                                                          | Faradenza                                            | —           | —           | —           | —           | —           | —           |                | Antipositive, Pt. 1     |
| 2018                                                                          | AK-47                                                | —           | —           | —           | —           | —           | —           |                | Antipositive, Pt. 1     |
| 2018                                                                          | Skibidi                                              | —           | —           | —           | —           | —           | —           | - POL: Platino | Antipositive, Pt. 2     |
| 2018                                                                          | Slėmjatsja pacany (con Ruki Vverch)                  | —           | —           | —           | —           | —           | —           |                | /                       |
| 2019                                                                          | Rave in Peace (in Memory of Keith Flint)             | —           | —           | —           | —           | —           | —           |                | /                       |
| 2019                                                                          | I'm OK                                               | 76          | —           | —           | —           | —           | —           | - POL: Oro     | /                       |
| 2019                                                                          | Arriba (con Tatarka feat. Clean Bandit)              | —           | —           | —           | —           | —           | —           |                | /                       |
| 2019                                                                          | Go Bananas                                           | 93          | —           | —           | —           | —           | —           |                | Go Bananas              |
| 2019                                                                          | Rock-Paper-Scissors                                  | —           | —           | —           | —           | —           | —           |                | Go Bananas              |
| 2020                                                                          | Uno                                                  | 4           | 9           | 67          | 33          | 21          | 173         |                | /                       |
| 2020                                                                          | Hypnodancer                                          | 53          | —           | —           | —           | —           | —           | - POL: Oro     | /                       |
| 2020                                                                          | Tacos                                                | 1           | —           | —           | —           | —           | —           |                | /                       |
| 2020                                                                          | S*ck My D*ck 2020                                    | —           | —           | —           | —           | —           | —           |                | /                       |
| 2021                                                                          | Sex Machine                                          | 97          | —           | —           | —           | —           | —           |                | /                       |
| 2021                                                                          | We Are Little Big                                    | —           | —           | —           | —           | —           | —           |                | /                       |
| 2021                                                                          | Everybody (Little Big Are Back)                      | 100         | —           | —           | —           | —           | —           |                | Covers                  |
| 2021                                                                          | Moustache (con Netta Barzilai)                       | 42          | 64          | —           | —           | —           | —           |                | /                       |
| 2021                                                                          | Turn It Up (con Oliver Tree feat. Tommy Cash)        | 24          | —           | —           | —           | —           | —           |                | Welcome to the Internet |
| 2021                                                                          | The Internet (con Oliver Tree)                       | —           | —           | —           | —           | —           | —           |                | Welcome to the Internet |
| 2021                                                                          | A Lot of Money                                       | —           | —           | —           | —           | —           | —           |                | /                       |
| 2022                                                                          | Generation Cancellation                              | —           | —           | —           | —           | —           | —           |                | /                       |
| 2023                                                                          | Pendejo                                              | —           | —           | —           | —           | —           | —           |                | Lobster Popstar         |
| 2023                                                                          | It Happens (con bbno$)                               | —           | —           | —           | —           | —           | —           |                | Lobster Popstar         |
| 2024                                                                          | Hardstyle Fish (con Little Sis Nora)                 | —           | —           | —           | —           | —           | —           |                | /                       |
| 2024                                                                          | Boobs                                                | —           | —           | —           | —           | —           | —           |                | Lobster Popstar         |
| 2024                                                                          | Lobster Popstar                                      | —           | —           | —           | —           | —           | —           |                | Lobster Popstar         |
| 2024                                                                          | Kurwa                                                | —           | —           | —           | —           | —           | —           |                | /                       |
| 2025                                                                          | Tchaikovsky                                          | —           | —           | —           | —           | —           | —           |                | /                       |
| 2025                                                                          | Hardcore American Cowboy                             | —           | —           | —           | —           | —           | —           |                | /                       |
| 2025                                                                          | Coco Copter                                          | —           | —           | —           | —           | —           | —           |                |                         |
| "—" indica una pubblicazione non classificata o non pubblicata in quel paese. |                                                      |             |             |             |             |             |             |                |                         |

### Come artisti ospiti
| Anno | Titolo                                               | Album di provenienza             |
| ---- | ---------------------------------------------------- | -------------------------------- |
| 2015 | Russia Bitch (Darktek feat. Little Big)              | Bad Papa                         |
| 2017 | U Can Take (Tatarka feat. Little Big)                | /                                |
| 2019 | Čuvstva (Animal Jazz feat. Little Big)               | /                                |
| 2019 | V dolgij put' (Zloj Maloj feat. Little Big)          | /                                |
| 2020 | Rave Religion (Finch Asozial feat. Little Big)       | Rave Religion Finchi's Love Tape |
| 2021 | Everyday I'm Drinking (The Hatters feat. Little Big) | Live 2021                        |
| 2022 | Ebobo (Glukoza feat. Little Big)                     | /                                |

## Altri brani
| Anno | Brano                                       | Album                                            |
| ---- | ------------------------------------------- | ------------------------------------------------ |
| 2017 | Nightlife (Eskimo Callboy feat. Little Big) | The Scene                                        |
| 2020 | Gonna Make You Sweat (Everybody Dance Now)  | Colonna sonora di Borat - Seguito di film cinema |
| 2020 | Mamma Maria                                 | Ciao, 2020!                                      |